# Міністр оборони Норвегії
Міністр оборони Норвегії очолює Міністерство оборони Норвегії. Посада існує з 1814 року. Чинним міністром з 4 лютого 2025 року є Торе Оншуус Сандвік від Норвезької робітничої партії.

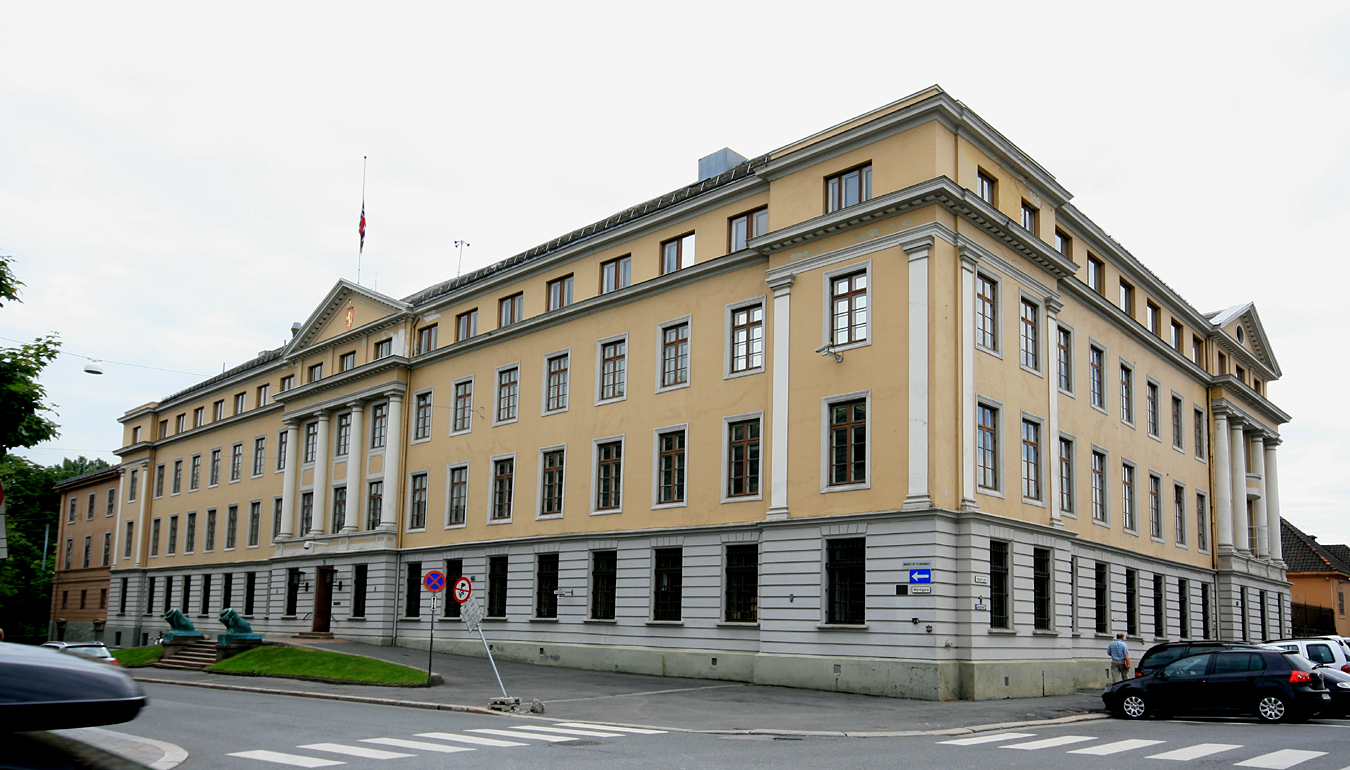
Приміщення Міністерства оборони в Минтгаті, поблизу фортеці Акерсхус

Між 1819 і 1885 роками міністерство було розділене на два різних міністерства: Міністерство військово-морського флоту та Міністерство армії.

## Список міністрів оборони Норвегії (1814—1885)
| Прізвище                                        | Початок | Кінець |
| ----------------------------------------------- | ------- | ------ |
| Посада називалася начальником 6-го міністерства |         |        |
| Дідерік Гегерман                                | 1814    | 1816   |
| Петер Мотцфельдт                                | 1816    | 1818   |
| Матіас Соммергільм                              | 1818    | 1819   |
| Посада називалася міністром армії               |         |        |
| Йонас Коллетт                                   | 1819    | 1819   |
| Ніколай Крог                                    | 1822    | 1825   |
| Єрген Герман Фогт                               | 1825    | 1826   |
| Ніколай Крог                                    | 1826    | 1828   |
| Томас Фастінг                                   | 1828    | 1829   |
| Ніколай Крог                                    | 1839    | 1832   |
| Томас Фастінг                                   | 1832    | 1833   |
| Ніколай Крог                                    | 1833    | 1835   |
| Валентин Сібберн                                | 1835    | 1836   |
| Ніколай Крог                                    | 1836    | 1837   |
| Палле Ремер Флейшер                             | 1837    | 1839   |
| Олуф Борч де Шубо                               | 1839    | 1839   |
| Валентин Сібберн                                | 1839    | 1840   |
| Палле Ремер Флейшер                             | 1840    | 1842   |
| Олуф Борч де Шубо                               | 1842    | 1843   |
| Палле Ремер Флейшер                             | 1843    | 1846   |
| Валентин Сібберн                                | 1846    | 1847   |
| Палле Ремер Флейшер                             | 1847    | 1848   |
| Томас Едвард фон Вестен Сюлов                   | 1848    | 1851   |
| Ганс Христіан Петерсен                          | 1851    | 1852   |
| Уле Вільгельм Еріксен                           | 1852    | 1852   |
| Ганс Христіан Петерсен                          | 1852    | 1853   |
| Томас Едвард фон Вестен Сюлов                   | 1852    | 1853   |
| Ганс Глад Блох                                  | 1853    | 1856   |
| Ганс Христіан Петерсен                          | 1856    | 1857   |
| Гаральд Вергеланд                               | 1857    | 1857   |
| Ганс Христіан Петерсен                          | 1857    | 1857   |
| Ганс Глад Блох                                  | 1857    | 1860   |
| Гаральд Вергеланд                               | 1860    | 1862   |
| Август Христіан Мантей                          | 1862    | 1863   |
| Гаральд Вергеланд                               | 1863    | 1866   |
| Август Христіан Мантей                          | 1866    | 1867   |
| Гаральд Вергеланд                               | 1867    | 1868   |
| Нільс Христіан Іргенс                           | 1868    | 1872   |
| Август Христіан Мантей                          | 1872    | 1872   |
| Лоренц Генрик Мюллер Сегельке                   | 1872    | 1874   |
| Христіан Сельмер                                | 1874    | 1875   |
| Андерс Санде Ерстед Булл                        | 1875    | 1875   |
| Христіан Селмер                                 | 1875    | 1875   |
| Андерс Санде Ерстед Булл                        | 1875    | 1875   |
| Лоренц Генрик Мюллер Сегельке                   | 1875    | 1877   |
| Адольф Фредерік Мунте                           | 1877    | 1879   |
| Христіан Сельмер                                | 1879    | 1880   |
| Адольф Фредерик Мунте                           | 1880    | 1881   |
| Андерс Санде Ерстед Булл                        | 1881    | 1881   |
| Адольф Фредерік Мунте                           | 1881    | 1884   |
| Андерс Санде Ерстед Булл                        | 1884    | 1884   |
| Ларс Христіан Даль                              | 1884    | 1884   |
| Людвіг Дае                                      | 1884    | 1885   |

## Міністри оборони (1885— дотепер)

### Ключ
Християнсько-демократична партія
  Консервативна партія
  Центристська партія
  Коаліційна партія
  Робітнича партія
  Ліберальна партія
  Партія вільнодумних лібералів
  Незалежний

### Міністри
| Фото | Ім'я                       | Партія                        | Початок            | Кінець             | Тривалість        |
| ---- | -------------------------- | ----------------------------- | ------------------ | ------------------ | ----------------- |
|      | Юхан Свердруп              | Ліберальна партія Норвегії    | 1 вересня 1885     | 13 липня 1889      | 3 роки, 315 днів  |
|      | Едвард Ганс Гофф           | Хейре                         | 13 липня 1889      | 6 березня 1891     | 1 рік, 236 днів   |
|      | Петер Теодор Голст         | Ліберальна партія Норвегії    | 6 березня 1891     | 2 травня 1893      | 2 роки, 57 днів   |
|      | Вільгельм Олссон           | Хейре                         | 2 травня 1893      | 15 липня 1894      | 1 рік, 74 дні     |
|      | Йоганнес Віддінг Гарбітц   | Хейре                         | 15 липня 1894      | 27 квітня 1895     | 0 років, 286 днів |
|      | Вільгельм Олссен           | Хейре                         | 27 квітня 1895     | 17 лютого 1898     | 2 роки, 296 днів  |
|      | Петер Теодор Голст         | Ліберальна партія Норвегії    | 17 лютого 1898     | 6 листопада 1900   | 2 роки, 262 дні   |
|      | Георг Станг                | Ліберальна партія Норвегії    | 6 листопада 1900   | 9 червня 1903      | 2 роки, 215 днів  |
|      | Томас Гефтюе               | Ліберальна партія Норвегії    | 9 червня 1903      | 22 жовтня 1903     | 0 років, 135 днів |
|      | Оскар Стругстад            | Коаліційна партія             | 22 жовтня 1903     | 11 березня 1905    | 1 рік, 140 днів   |
|      | Вільгельм Олссен           | Хейре                         | 11 березня 1905    | 25 травня 1907     | 2 роки, 75 днів   |
|      | Карл Фрідріх Гріффін Давес | Ліберальна партія Норвегії    | 23 жовтня 1907     | 19 березня 1908    | 0 років, 148 днів |
|      | Томас Гефтюе               | Ліберальна партія Норвегії    | 19 березня 1908    | 11 квітня 1908     | 0 років, 23 дні   |
|      | Гокон Дітлев Ловзов        | Ліберальна партія Норвегії    | 11 квітня 1908     | 20 серпня 1909     | 1 рік, 131 день   |
|      | Август Гельмуйден Сперк    | Ліберальна партія Норвегії    | 20 серпня 1909     | 2 лютого 1910      | 0 років, 166 днів |
|      | Карл Булл                  | Хейре                         | 2 лютого 1910      | 20 лютого 1912     | 2 роки, 18 днів   |
|      | Єнс Братлі                 | Хейре                         | 20 лютого 1912     | 31 січня 1913      | 0 років, 346 днів |
|      | Ганс Вільгельм Кейлгау     | Ліберальна партія Норвегії    | 31 січня 1913      | 8 серпня 1914      | 1 рік, 189 днів   |
|      | Христіан Теодор Голтфодт   | Ліберальна партія Норвегії    | 8 серпня 1914      | 20 лютого 1919     | 4 роки, 196 днів  |
|      | Рудольф Еліас Пеерсен      | Ліберальна партія Норвегії    | 20 лютого 1919     | 17 червня 1919     | 0 років, 117 днів |
|      | Івар Оватсмарк             | Ліберальна партія Норвегії    | 17 червня 1919     | 21 червня 1920     | 1 рік, 4 дні      |
|      | Карл Вільгельм Вефрінг     | Партія вільнодумних лібералів | 21 червня 1920     | 22 червня 1921     | 1 рік, 1 день     |
|      | Івар Оватсмарк             | Ліберальна партія Норвегії    | 22 червня 1921     | 6 березня 1923     | 1 рік, 257 днів   |
|      | Карл Вільгельм Вефрінг     | Партія вільнодумних лібералів | 6 березня 1923     | 25 липня 1924      |                   |
|      | Рольф Якобсен              | Ліберальна партія Норвегії    | 25 липня 1924      | 5 березня 1926     | 1 рік, 223 дні    |
|      | Карл Вільгельм Вефрінг     | Партія вільнодумних лібералів | 5 березня 1926     | 26 липня 1926      |                   |
|      | Інгольф Елстер Крістенсен  | Хейре                         | 26 липня 1926      | 28 січня 1928      | 1 рік, 186 днів   |
|      | Фредрик Монсен             | Норвезька робітнича партія    | 28 січня 1928      | 15 лютого 1928     | 0 років, 18 днів  |
|      | Тургейр Андерссен-Рюсст    | Ліберальна партія Норвегії    | 28 січня 1928      | 12 травня 1931     | 3 роки, 104 дні   |
|      | Відкун Квіслінг            | Незалежний політик            | 12 травня 1931     | 3 березня 1933     | 1 рік, 295 днів   |
|      | Єнс Ісак Кобро             | Ліберальна партія Норвегії    | 3 березня 1933     | 20 березня 1935    | 2 роки, 17 днів   |
|      | Фредрик Монсен             | Норвезька робітнича партія    | 20 березня 1935    | 22 грудня 1939     | 4 роки, 277 днів  |
|      | Біргер Люнгберг            | Хейре                         | 22 грудня 1939     | 20 березня 1942    | 2 роки, 88 днів   |
|      | Оскар Торп                 | Норвезька робітнича партія    | 20 березня 1942    | 5 листопада 1945   | 3 роки, 230 днів  |
|      | Єнс Христіан Хауге         | Норвезька робітнича партія    | 5 листопада 1945   | 5 січня 1952       | 6 років, 61 день  |
|      | Нільс Лангелле             | Норвезька робітнича партія    | 5 січня 1952       | 15 червня 1954     | 2 роки, 161 день  |
|      | Кай Біргер Кнудсен         | Норвезька робітнича партія    | 15 червня 1954     | 22 січня 1955      | 0 років, 221 день |
|      | Нільс Гандал               | Норвезька робітнича партія    | 22 січня 1955      | 18 лютого 1961     | 6 років, 27 днів  |
|      | Гудмунд Гарлем             | Норвезька робітнича партія    | 18 лютого 1961     | 28 серпня 1963     | 2 роки, 191 день  |
|      | Гокон Кюллінгмарк          | Хейре                         | 28 серпня 1963     | 25 вересня 1963    | 0 років, 28 днів  |
|      | Гудмунд Гарлем             | Норвезька робітнича партія    | 25 вересня 1963    | 12 жовтня 1965     | 2 роки, 17 днів   |
|      | Отто Гріг Тідеманд         | Хейре                         | 12 жовтня 1965     | 5 червня 1970      | 4 роки, 236 днів  |
|      | Гуннар Геллесен            | Хейре                         | 5 червня 1970      | 17 березня 1971    | 0 років, 285 днів |
|      | Алв Якоб Фостерфоль        | Норвезька робітнича партія    | 17 березня 1971    | 18 жовтня 1972     | 1 рік, 215 днів   |
|      | Юган Клеппе                | Ліберальна партія Норвегії    | 18 жовтня 1972     | 16 жовтня 1973     | 0 років, 363 дні  |
|      | Алв Якоб Фостерфоль        | Норвезька робітнича партія    | 16 жовтня 1973     | 15 січня 1976      | 2 роки, 91 день   |
|      | Рольф Артур Гансен         | Норвезька робітнича партія    | 15 січня 1976      | 8 жовтня 1979      | 3 роки, 266 днів  |
|      | Торвальд Столтенберг       | Норвезька робітнича партія    | 8 жовтня 1979      | 14 жовтня 1981     | 2 роки, 6 днів    |
|      | Андерс Крістіан Сйостад    | Хейре                         | 14 жовтня 1981     | 25 квітня 1986     | 4 роки, 193 дні   |
|      | Рольф Престус              | Хейре                         | 25 квітня 1986     | 9 травня 1986      | 0 років, 14 днів  |
|      | Йохан Йорген Холст         | Норвезька робітнича партія    | 9 травня 1986      | 16 жовтня 1989     | 3 роки, 160 днів  |
|      | Пер Дітлев-Сімонсен        | Хейре                         | 16 жовтня 1989     | 3 листопада 1990   | 1 рік, 18 днів    |
|      | Йохан Йорген Холст         | Норвезька робітнича партія    | 3 листопада 1990   | 2 квітня 1993      | 2 роки, 150 днів  |
|      | Юрген Космо                | Норвезька робітнича партія    | 2 квітня 1993      | 17 жовтня 1997     | 4 роки, 198 днів  |
|      | Даг Юстен Ф'єрфоль         | Christian Democratic          | 17 жовтня 1997     | 15 березня 1999    | 1 рік, 149 днів   |
|      | Елдб'єрг Левер             | Ліберальна партія Норвегії    | 15 березня 1999    | 17 березня 2000    | 1 рік, 2 дні      |
|      | Бйорн Торе Годал           | Норвезька робітнича партія    | 17 березня 2000    | 19 жовтня 2001     | 1 рік, 216 днів   |
|      | Крістін Крон Деволд        | Хейре                         | 19 жовтня 2001     | 17 жовтня 2005     | 3 роки, 363 дні   |
|      | Анне-Грете Стрем-Еріксен   | Норвезька робітнича партія    | 17 жовтня 2005     | 20 жовтня 2009     | 4 роки, 3 дні     |
|      | Грете Фаремо               | Норвезька робітнича партія    | 20 жовтня 2009     | 11 листопада 2011  | 2 роки, 22 дні    |
|      | Еспен Барт Ейде            | Норвезька робітнича партія    | 11 листопада 2011  | 21 вересня 2012    | 0 років, 315 днів |
|      | Анне-Грете Стрем-Еріксен   | Норвезька робітнича партія    | 21 вересня 2012    | 16 жовтня 2013     | 1 рік, 25 днів    |
|      | Іне Марі Еріксен Серейде   | Хейре                         | 16 жовтня 2013     | 20 жовтня 2017     | 4 роки, 4 дні     |
|      | Франк Бакке-Єнсен          | Хейре                         | 20 жовтня 2017     | 14 жовтня 2021     | 3 роки, 359 днів  |
|      | Удд Роджер Еноксен         | Центристська партія           | 14 жовтня 2021     | 12 квітня 2022     | 0 років, 180 днів |
|      | Б'єрн Арільд Грам          | Центристська партія           | 12 квітня 2022     | 4 лютого 2025 року | 2 роки, 298 днів  |
|      | Торе Оншуус Сандвік        | Норвезька робітнича партія    | 4 лютого 2025 року |                    |                   |